# أرشيبالد ماكنتاير كامبل
أرشيبالد ماكنتاير كامبل هو سياسي كندي، (و. 1851 – 1935 م).